# Agave muxii
Agave muxii — вид сукулентних квіткових рослин роду агава (Agave) родини холодкових (Asparagaceae). Описаний у 2020 році.

## Назва
Вид названо на честь Муксі, бога дощу в уастецькій культурі Тінек, персонажа, який допомагав підтримувати баланс дикої природи і який згідно з культурною традицією цього міста відіграв важливу роль у походженні кукурудзи.

## Поширення
Ендемік Мексики. Росте у на півдні гірської системи Східна Сьєрра-Мадре у штаті Керетаро.